# Mictocharis ruficollis
Mictocharis ruficollis är en stekelart som först beskrevs av Jean Risbec 1952.  Mictocharis ruficollis ingår i släktet Mictocharis och familjen Eucharitidae. Inga underarter finns listade i Catalogue of Life.